# Cascada de Jatobá
La cascada de Jatobá és el major salt d'aigua del Mato Grosso, amb 250 m de caiguda.
Se situa en el Parc Estatal de la Serra Ricardo Franco, en el municipi de Vila Bela de la Santíssima Trindade. El nom de la cascada es deu a la gran presència d'arbres de l'espècie Hymenaea courbaril -dita jatobá en portuguès.
L'accés és senzill, amb un camí d'uns 3 km des de la carretera.